# Горовой, Владимир Ильич
Влади́мир Ильи́ч Горово́й (род. 13 ноября 1932, Киев) — сотрудник службы внешней разведки КГБ СССР при Совете Министров СССР. Герой Советского Союза (1973). Член Российской Ассоциации Героев.

## Биография
Родился 13 ноября 1932 года в городе Киев Украинской ССР (ныне — столица Украины). Русский. Детство и юность провёл на Дальнем Востоке.

На фронт я не попал по малолетству, мне всего-то 8 лет минуло, когда Великая Отечественная началась. В Афганистане тоже не воевал. И в Чечне не был. Но я сотрудник службы внешней разведки. Моя война ведётся на невидимом фронте.
— В. И. Горовой
В 1950 году окончил среднюю школу и поступил в Московский государственный педагогический институт иностранных языков (ныне — Московский государственный лингвистический университет), который окончил в 1955 году. В 1955—1959 годах служил военным переводчиком в составе Группы советских войск в Германии.
С 1959 года — в органах внешней разведки — Первом главном управлении (ПГУ) Комитета государственной безопасности (КГБ) при Совете Министров (СМ) СССР (с июля 1978 года — КГБ СССР) — Службе внешней разведки Российской Федерации (СВР России). Окончил Школу № 101 ПГУ КГБ при СМ СССР (ныне — ордена Жукова Краснознамённая академия внешней разведки имени Ю. В. Андропова).
В 1960-х годах работал в центральном аппарате ПГУ КГБ при СМ СССР, а затем — в резидентуре ПГУ КГБ в городе Аддис-Абеба — столице Эфиопии.
В 1969 −1976 годах работал в резидентуре ПГУ КГБ в городе Вашингтон под дипломатическим прикрытием сотрудника Посольства СССР в США.
В ходе командировки в США сумел выполнить сложнейшее задание в результате которой советской разведке стали известны строго секретные данные — поддерживал контакт с особо ценным источником Джоном Уокером.
За мужество и героизм, проявленные при выполнении этого задания, «закрытым» Указом Президиума Верховного Совета СССР от 21 декабря 1973 года Горовому Владимиру Ильичу присвоено звание Героя Советского Союза с вручением ордена Ленина и медали «Золотая Звезда» (№ 11276).
После возвращения из США вновь работал в центральном аппарате ПГУ КГБ СССР, находился в двух зарубежных командировках, сведения о которых пока не подлежат разглашению. В промежутках между командировками преподавал на курсах усовершенствования руководящего состава Краснознамённого института КГБ СССР имени Ю. В. Андропова.
В 1990-х годах полковник В. И. Горовой вышел в отставку. Несмотря на большой срок давности, запрещено разглашать какие-либо подробности задания В. И. Горового, за которое он получил звание Героя Советского Союза.
Полковник в отставке В. И. Горовой живёт в Москве. Ведёт общественную работу. Член правления Межрегиональной общественной организации «Клуб Героев Советского Союза, Героев Российской Федерации и полных кавалеров ордена Славы города Москвы и Московской области» и председатель секции Клуба по Центральному административному округу Москвы, председатель Совета мужества и отваги Общероссийской организации «Офицеры России» и член президиума Общероссийского движения «Сильная Россия».

## Награды
- Медаль «Золотая Звезда» Героя Советского Союза (№ 11276)[1].
- Орден Ленина.
- Орден Красного Знамени.
- Медали, в том числе:
  - медаль «За отвагу».